# 米哈伊利夫卡 (卡霍夫卡區)
47°24′52″N 34°14′1″E / 47.41444°N 34.23361°E
米哈伊利夫卡（烏克蘭語：Михайлівка）是位於烏克蘭南部的村莊，由赫爾松州卡霍夫卡區的上羅哈奇克市鎮負責管轄。該村始建於1832年，面積1.14平方公里，海拔高度26米，2001年人口329，人口密度每平方公里288.3人。